# 西便门外大街
39°54′09″N 116°20′47″E / 39.90240°N 116.34649°E
西便门外大街是位于中国北京市西城区中部的一条大街。

## 简介
西便门外大街北起复兴门外大街，南到广安门北滨河路与西便门东街交汇处。该大街旧为金中都崇智门外的官道。明朝即为北京外城西便门外的官道。旧时，月坛东天门外建有礼神坊，故该大街称“礼神街”。清朝雍正二年（1724年），改礼神坊为光恒坊，该街遂改称“光恒街”。因位于西便门外，1949年后定名为“西便门外大街”。